# Jiro Ono
Jiro Ono (jap. 小野 二郎 Ono Jirō; ur. 27 października 1925 w Tenryū) – japoński szef kuchni i właściciel Sukiyabashi Jiro, japońskiej restauracji sushi w Ginzie, Chūō, Tokio, Japonii. Ono jest współcześnie uważany w branży za największego, żyjącego mistrza sushi, jest autorem innowacyjnych metod wykorzystywanych przy robieniu sushi.

## Wczesne lata
Ono urodził się w mieście Tenryū (obecnie Hamamatsu) w prefekturze Shizuoka w Japonii. Zaczął pracować w lokalnej restauracji w wieku siedmiu lat, zanim przeniósł się do Tokio, aby studiować jako praktykant. Został wykwalifikowanym kucharzem sushi w 1951 roku, a w 1965 otworzył własną restaurację Sukiyabashi Jiro (jap. すきやばし次郎) w mieście Ginza w Tokio.

## Życie osobiste
Ono ma dwóch synów, Yoshikazu i Takashi Ono, którzy są również kucharzami sushi. Takashi, młodszy syn, prowadzi własną restaurację wyróżnioną gwiazdką Michelin. Jiro Ono był bohaterem filmu dokumentalnego Davida Gelba z 2011 roku Jiro Dreams of Sushi. Rodzina Onos obawia się, że przełowienie łowisk spowoduje, że kluczowe składniki używane w tradycyjnym sushi znikną.

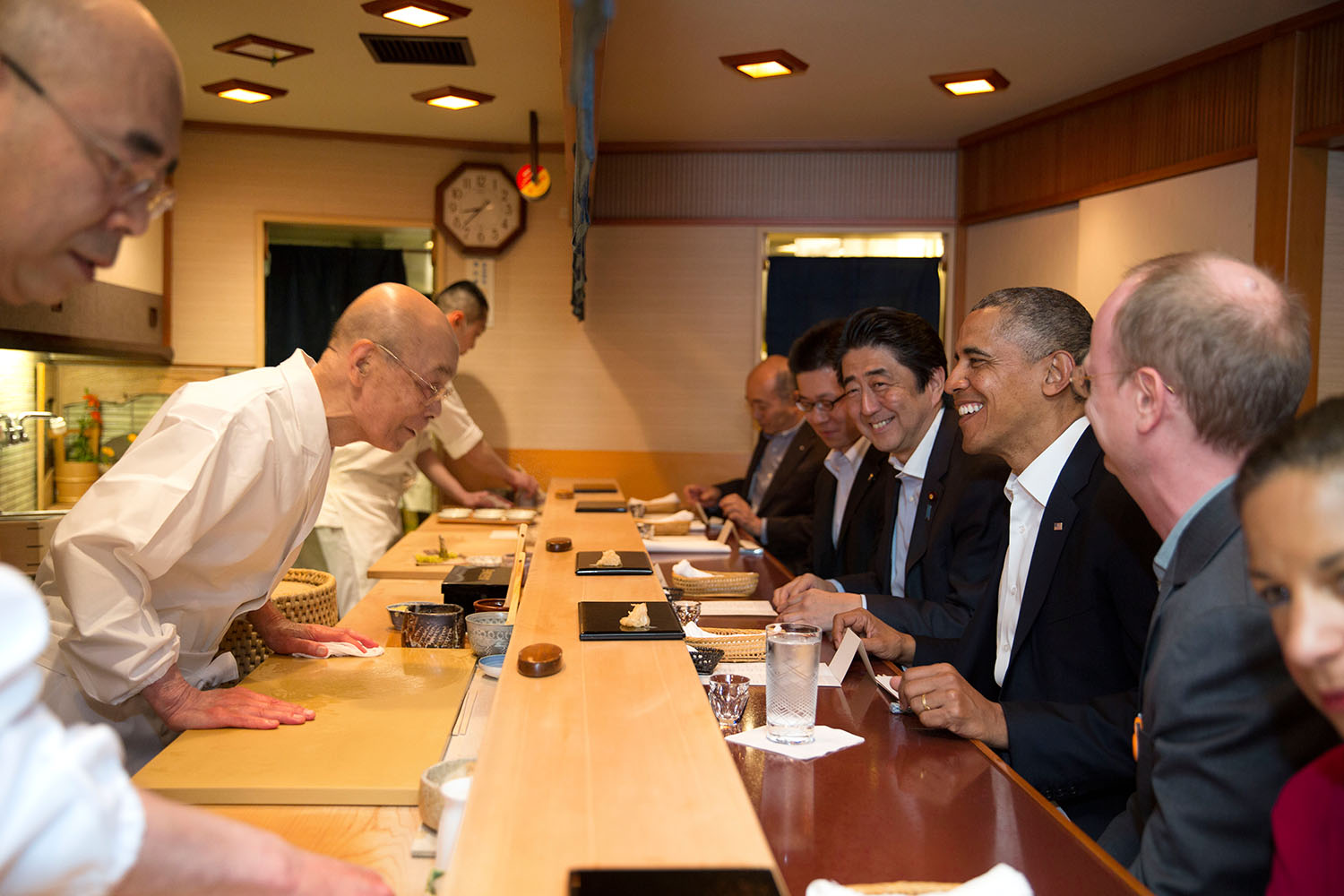
Jiro Ono służący premierowi Japonii Shinzo Abe i prezydentowi Stanów Zjednoczonych Barackowi Obamie w Sukiyabashi Jiro w kwietniu 2014 r.

Ono był zatrudniony w kuchni byłego premiera Japonii Shinzo Abe i prezydenta Stanów Zjednoczonych Baracka Obamy w Sukiyabashi Jiro. Obama stwierdził po degustacji dań wykonanych przez Ono: „Urodziłem się na Hawajach i jadłem dużo sushi, ale to było najlepsze sushi, jakie kiedykolwiek jadłem w moim życiu”.